# Glaucidijum
Glaucidijum (lat. Glaucidium), monotipski biljni rod smješten u vlastitu potporodicu Glaucidioideae, dio porodice žabnjakovki. Jedina je vrsta trajnica  G. palmatum, japanski endem

## Sinonimi
- Glaucidium paradoxum Makino
- Glaucidium pinnatum Finet & Gagnep.
- Hydrastis jezoensis Siebold ex Miq.

- G. palmatum
- G. palmatum

## Vanjske poveznice
|  | Zajednički poslužitelj ima još gradiva o temi Glaucidium palmatum |
|  | Wikivrste imaju podatke o taksonu Glaucidium palmatum             |